# Phan Thi Kim Phuc
Phan Thị Kim Phúc (n. 2 aprilie 1963) este o persoană originară din Vietnam și de cetățenie canadiană, devenită celebră în copilărie, datorită unei fotografii care a obținut Premiul Pulitzer.
Imaginea a fost realizată la 8 iunie 1972, în timpul Războiului din Vietnam și conține un grup de copii care fug din calea războiului, iar în centru tânăra apare complet dezbrăcată, cu o expresie facială ce sugerează spaima și durerea.
Este vorba de un atac cu napalm, în urmă căruia ea fost arsă pe o mare suprafață a corpului.
Fotografia a fost intens mediatizată, iar Phan Thị Kim Phúc a devenit un exponent al victimelor războiului.
La 10 noiembrie 1994, Kim Phúc a fost numită Ambasador al Bunăvoinței UNESCO.
Biografia ei cu titlul Fata din imagine ("The Girl in the Picture") a fost scrisă de Denise Chong și publicată în 1999.
În septembrie 2015 a fost tratată la o clinică din Miami pentru reducerea efectelor încă persistente ale arsurilor de piele.